# Frederik Marcussen
Frederik Marcussen (født d. 11. april 1999) er en dansk ishockeyspiller. Han spiller i øjeblikket for Aalborg Pirates. Hans tvillingebror Emil Marcussen spiller også i klubben.

## Aalborg Pirates (2017-18)
Han spillede 2 kampe.